# Endocarditis de Loeffler
La endocarditis de Loeffler es un término médico que define una inflamación del endocardio (endocarditis) caracterizada por una infiltración de eosinófilos que resulta, con el tiempo, en engrosamiento fibrótico de porciones del corazón. Por ello, es una miocardiopatía restrictiva y una de las formas del síndrome hipereosinofílico. Adicionalmente, la eosinofilia puede causar daños al tejido cardíaco por acción de la proteína básica mayor (PBM), radicales superóxidos, hidrolasas y eicosanoides liberados por los eosinófilos. Ocasionalmente, puede asociarse con trombos de la pared ventricular. No tiene predisposición geográfica, aunque se han descrito con cierta frecuencia en climas templados. El nombre proviene del médico e investigador clínico austríaco Wilhelm Löffler.

## Cuadro clínico
Los síntomas más comunes incluyen fatiga, debilidad, edema pulmonar y en las extremidades inferiores y disnea (falta de aire), por su cercana relación a la insuficiencia cardíaca. De producirse un embolismo sistémico puede causar disfunción renal y/o neurológico, y puede ser rápidamente fatal. Los signos más frecuentes son cardiomegalia, soplo por insuficiencia mitral y el signo de Kussmaul (patrones respiratorios anormales).

## Diagnóstico
Los estudios de laboratorio no son obligatorios, pero revelarían un incremento en los eosinófilos en sangre y, ocasionalmente marcadores cardíacos elevados. El electrocardiograma y el ecocardiograma son útiles al demostrar patrones de hipertrofia ventricular, y la severidad del daño funcional del corazón. La biopsia del miocardio puede mostrar fibrosis y, rara vez, eosinofilia.